# Finau Vulivuli
Finau Vulivuli est une arbitre fidjienne de football née le 18 août 1982.

## Carrière
Finau Vulivuli, arbitre internationale depuis 2008, dirige des matchs lors de la Coupe du monde de football féminin des moins de 17 ans en 2008 et 2009. Elle fait partie des 16 arbitres retenues pour la Coupe du monde de football féminin 2011, devenant ainsi la première arbitre fidjienne à arbitrer en Coupe du monde.